# Reconquista (fiume)
Il Reconquista è un fiume dell'Argentina, affluente di destra del Luján, che scorre interamente dentro i confini della provincia di Buenos Aires. È considerato uno dei corsi d'acqua più inquinati del Paese.

## Toponimo
Il fiume si è chiamato Las Conchas sino al 1954, anno in cui l'idronimo fu mutato in Reconquista in omaggio alla riconquista di Buenos Aires e della Banda Oriental durante le invasioni britanniche del Río de la Plata.

## Percorso
Il fiume nasce nel partido di Marcos Paz dalla confluenza dei torrenti La Choza e Durazno. Dopo aver attraversato l'ovest dell'area metropolitana bonaerense sino a giungere nella cittadina di Tigre, dove il Reconquista si biforca. Il ramo natura continua il suo sinuoso percorso attraversando la località e dividendosi ulteriormente in due bracci prima di sfociare in destra orografica nel Luján.